# Европско првенство у кошарци 2013 — Група Д
Група Д на Европском првенству у кошарци 2013. играће своје утакмице између 4. и 9. септембра 2013. Све утакмице ове групе играће се у дворани Бонифика, Копар, Словенија.
У овој групи су се такмичиле репрезентације Финске, Грчке, Италије, Русије, Шведске и Турске. У другу фазу такмичења пласирале су се репрезентације Италије, Финске, и Грчке.

## Табела
| Табела групе Д | ОУ | П | ПО | КД  | КП  | КР  | Бод |
| -------------- | -- | - | -- | --- | --- | --- | --- |
| Италија        | 5  | 5 | 0  | 391 | 339 | +52 | 10  |
| Финска         | 5  | 4 | 1  | 358 | 337 | +21 | 9   |
| Грчка          | 5  | 3 | 2  | 392 | 350 | +42 | 8   |
| Шведска        | 5  | 1 | 4  | 345 | 391 | -46 | 6   |
| Турска         | 5  | 2 | 3  | 355 | 398 | -43 | 6   |
| Русија         | 5  | 1 | 4  | 374 | 400 | -26 | 6   |

## 4. септембар

### Турска — Финска
| 4. септембар 14:30 | Извештај | Турска                                                   | 55 : 61 | Финска                                      | Дворана Бонифика, Копар Гледаоци: 1.530 Судије: Илија Белошевић (Србија), Жозеф Бисан (Француска), Сергиј Зашчук (Украјина) |  |
| 4. септембар 14:30 | Извештај | Четвртине: 8-10, 11-22, 19-17, 17-12                     |         |                                             | Дворана Бонифика, Копар Гледаоци: 1.530 Судије: Илија Белошевић (Србија), Жозеф Бисан (Француска), Сергиј Зашчук (Украјина) |  |
| 4. септембар 14:30 | Извештај | Поени: Арслан 12 Скокови: Гонлум 7 Асистенције: Арслан 5 |         | Салин, Копонен 12 Копонен 9 три играча по 3 | Дворана Бонифика, Копар Гледаоци: 1.530 Судије: Илија Белошевић (Србија), Жозеф Бисан (Француска), Сергиј Зашчук (Украјина) |  |

### Шведска — Грчка
| 4. септембар 17:45 | Извештај | Шведска                                                         | 51 : 79 | Грчка                                     | Дворана Бонифика, Копар Гледаоци: 1.050 Судије: Јурис Кокаинис (Летонија), Адемир Зераповић (Босна и Херцеговина), Рено Желе (Белгија) |  |
| 4. септембар 17:45 | Извештај | Четвртине: 13-15, 8-24, 14-20, 16-20                            |         |                                           | Дворана Бонифика, Копар Гледаоци: 1.050 Судије: Јурис Кокаинис (Летонија), Адемир Зераповић (Босна и Херцеговина), Рено Желе (Белгија) |  |
| 4. септембар 17:45 | Извештај | Поени: Тејлор 16 Скокови: Ћелбом 5 Асистенције: два играча по 2 |         | Спанулис 13 Маврокефалидис 9 Кајмакоглу 3 | Дворана Бонифика, Копар Гледаоци: 1.050 Судије: Јурис Кокаинис (Летонија), Адемир Зераповић (Босна и Херцеговина), Рено Желе (Белгија) |  |

### Русија — Италија
| 4. септембар 21:00 | Извештај | Русија                                             | 69 : 76 | Италија                      | Дворана Бонифика, Копар Гледаоци: 3.700 Судије: Роберт Лотермозер (Немачка), Сефи Шемеш (Израел), Игор Драгојевић (Црна Гора) |  |
| 4. септембар 21:00 | Извештај | Четвртине: 18-25, 11-17, 13-14, 27-20              |         |                              | Дворана Бонифика, Копар Гледаоци: 3.700 Судије: Роберт Лотермозер (Немачка), Сефи Шемеш (Израел), Игор Драгојевић (Црна Гора) |  |
| 4. септембар 21:00 | Извештај | Поени: Швед 17 Скокови: Швед 5 Асистенције: Моња 5 |         | Датоме 25 Кузин 9 Белинели 5 | Дворана Бонифика, Копар Гледаоци: 3.700 Судије: Роберт Лотермозер (Немачка), Сефи Шемеш (Израел), Игор Драгојевић (Црна Гора) |  |

## 5. септембар

### Финска — Шведска
| 5. септембар 14:30 | Извештај | Финска                                              | 81 : 60 | Шведска                      | Дворана Бонифика, Копар Гледаоци: 1.960 |  |
| 5. септембар 14:30 | Извештај | Четвртине: 27-27, 21-4, 19-15, 14-14                |         |                              | Дворана Бонифика, Копар Гледаоци: 1.960 |  |
| 5. септембар 14:30 | Извештај | Поени: Ли 14 Скокови: Коти 8 Асистенције: Копонен 6 |         | Тејлор 19 Тејлор 6 Јеребко 4 | Дворана Бонифика, Копар Гледаоци: 1.960 |  |

### Италија — Турска
| 5. септембар 17:45 | Извештај | Италија                                         | 90 : 75 | Турска                                 | Дворана Бонифика, Копар Гледаоци: 3.000 Судије: Адемир Зураповић (Босна и Херцеговина), Јурис Кокаинис (Летонија), Рено Желе (Белгија) |  |
| 5. септембар 17:45 | Извештај | Четвртине: 22-19, 22-15, 30-23, 16-18           |         |                                        | Дворана Бонифика, Копар Гледаоци: 3.000 Судије: Адемир Зураповић (Босна и Херцеговина), Јурис Кокаинис (Летонија), Рено Желе (Белгија) |  |
| 5. септембар 17:45 | Извештај | Поени: Арадори Скокови: Мели Асистенције: Динер |         | Туркоглу, Ашик Прелџић три играча по 4 | Дворана Бонифика, Копар Гледаоци: 3.000 Судије: Адемир Зураповић (Босна и Херцеговина), Јурис Кокаинис (Летонија), Рено Желе (Белгија) |  |

### Грчка — Русија
| 5. септембар 21:00 | Извештај | Грчка                                                                                  | 80 : 71 | Русија                   | Дворана Бонифика, Копар Гледаоци: 2.500 Судије: Илија Белошевић (Србија), Маријус Ћулин (Румунија), Жозеф Бисан (Француска) |  |
| 5. септембар 21:00 | Извештај | Четвртине: 16-21, 25-13, 21-13, 18-24                                                  |         |                          | Дворана Бонифика, Копар Гледаоци: 2.500 Судије: Илија Белошевић (Србија), Маријус Ћулин (Румунија), Жозеф Бисан (Француска) |  |
| 5. септембар 21:00 | Извештај | Поени: Спанулис, Кајмакоглу 11 Скокови: Маврокефалидис, Бурусис 6 Асистенције: Зисис 6 |         | Швед 17 Карашев 7 Швед 4 | Дворана Бонифика, Копар Гледаоци: 2.500 Судије: Илија Белошевић (Србија), Маријус Ћулин (Румунија), Жозеф Бисан (Француска) |  |

## 7. септембар

### Русија — Шведска
| 7. септембар 14:30 | Извештај | Русија                                                              | 62 : 81 | Шведска                       | Дворана Бонифика, Копар Гледаоци: 1.630 Судије: Сефи Шемеш (Израел), Јурис Кокаинис (Летонија), Игор Драгојевић (Црна Гора) |  |
| 7. септембар 14:30 | Извештај | Четвртине: 15-18, 14-16, 16-18, 17-29                               |         |                               | Дворана Бонифика, Копар Гледаоци: 1.630 Судије: Сефи Шемеш (Израел), Јурис Кокаинис (Летонија), Игор Драгојевић (Црна Гора) |  |
| 7. септембар 14:30 | Извештај | Поени: Швед 15 Скокови: Валијев 6 Асистенције: Понкрашов, Фридзон 4 |         | Тејлор 25 Јеребко 13 Тејлор 4 | Дворана Бонифика, Копар Гледаоци: 1.630 Судије: Сефи Шемеш (Израел), Јурис Кокаинис (Летонија), Игор Драгојевић (Црна Гора) |  |

### Италија — Финска
| 7. септембар 17:45 | Извештај | Италија                                                              | 62 : 44 | Финска                               | Дворана Бонифика, Копар Судије: Илија Белошевић (Србија), Маријус Чулин (Румунија), Жозеф Бисан (Француска) |  |
| 7. септембар 17:45 | Извештај | Четвртине: 14-17, 17-9, 15-8, 16-10                                  |         |                                      | Дворана Бонифика, Копар Судије: Илија Белошевић (Србија), Маријус Чулин (Румунија), Жозеф Бисан (Француска) |  |
| 7. септембар 17:45 | Извештај | Поени: Датоме 10 Скокови: Датоме, Чинчарини 8 Асистенције: Арадори 5 |         | три играча по 8 Коти 7 5 играча по 1 | Дворана Бонифика, Копар Судије: Илија Белошевић (Србија), Маријус Чулин (Румунија), Жозеф Бисан (Француска) |  |

### Турска — Грчка
| 7. септембар 21:00 | Извештај | Турска                                                    | 61 : 84 | Грчка                            | Дворана Бонифика, Копар Судије: Роберт Лотермозер (Немачка), Адемир Зураповић (Босна и Херцеговина), Рено Желе (Белгија) |  |
| 7. септембар 21:00 | Извештај | Четвртине: 16-21, 19-20, 14-23, 12-20                     |         |                                  | Дворана Бонифика, Копар Судије: Роберт Лотермозер (Немачка), Адемир Зураповић (Босна и Херцеговина), Рено Желе (Белгија) |  |
| 7. септембар 21:00 | Извештај | Поени: Иљасова 13 Скокови: Гонлум 8 Асистенције: Арслан 5 |         | Бурусис 21 Кајмакоглу 6 Зисис 11 | Дворана Бонифика, Копар Судије: Роберт Лотермозер (Немачка), Адемир Зураповић (Босна и Херцеговина), Рено Желе (Белгија) |  |

## 8. септембар

### Финска — Русија
| 8. септембар 14:30 | Извештај | Финска                                                        | 86 : 83 | Русија                             | Дворана Бонифика, Копар Гледаоци: 2.370 Судије: Роберт Лотермозер (Немачка), Маријус Чулин (Румунија), Игор Драгојевић (Црна Гора) |  |
| 8. септембар 14:30 | Извештај | Четвртине: 16-18, 15-12, 10-16, 26-21, 11-8                   |         |                                    | Дворана Бонифика, Копар Гледаоци: 2.370 Судије: Роберт Лотермозер (Немачка), Маријус Чулин (Румунија), Игор Драгојевић (Црна Гора) |  |
| 8. септембар 14:30 | Извештај | Поени: Хаф 20 Скокови: Салин, Коти 10 Асистенције: Копонен 11 |         | Швед 25 Фридзон 10 Швед, Фридзон 6 | Дворана Бонифика, Копар Гледаоци: 2.370 Судије: Роберт Лотермозер (Немачка), Маријус Чулин (Румунија), Игор Драгојевић (Црна Гора) |  |

### Грчка — Италија
| 8. септембар 17:45 | Извештај | Грчка                                                         | 72 : 81 | Италија                            | Дворана Бонифика, Копар Гледаоци: 3.170 Судије: Илија Белошевић (Србија), Рено Желе (Белгија), Сергиј Зашчук (Украјина) |  |
| 8. септембар 17:45 | Извештај | Четвртине: 16-16, 22-20, 18-27, 16-18                         |         |                                    | Дворана Бонифика, Копар Гледаоци: 3.170 Судије: Илија Белошевић (Србија), Рено Желе (Белгија), Сергиј Зашчук (Украјина) |  |
| 8. септембар 17:45 | Извештај | Поени: Зисис 16 Скокови: Фоцис 5 Асистенције: Зисис, Слукас 4 |         | Белинели 23 Белинели 7 Чинчарини 4 | Дворана Бонифика, Копар Гледаоци: 3.170 Судије: Илија Белошевић (Србија), Рено Желе (Белгија), Сергиј Зашчук (Украјина) |  |

### Шведска — Турска
| 8. септембар 21:00 | Извештај | Шведска                                                         | 74 : 87 | Турска                        | Дворана Бонифика, Копар Гледаоци: 1.290 Судије: Адемир Зураповић (Босна и Херцеговина), Жозеф Бисан (Француска), Сефи Шемеш (Израел) |  |
| 8. септембар 21:00 | Извештај | Четвртине: 17-17, 18-23, 23-27, 16-20                           |         |                               | Дворана Бонифика, Копар Гледаоци: 1.290 Судије: Адемир Зураповић (Босна и Херцеговина), Жозеф Бисан (Француска), Сефи Шемеш (Израел) |  |
| 8. септембар 21:00 | Извештај | Поени: Тејлор 18 Скокови: Грнат, Ћелбом 5 Асистенције: Тејлор 4 |         | Арслан 22 Гонлум 6 Прелџић 10 | Дворана Бонифика, Копар Гледаоци: 1.290 Судије: Адемир Зураповић (Босна и Херцеговина), Жозеф Бисан (Француска), Сефи Шемеш (Израел) |  |

## 9. септембар

### Грчка — Финска
| 9. септембар 14:30 | Извештај | Грчка                                                                | 77 : 86 | Финска                             | Дворана Бонифика, Копар Гледаоци: 2.300 Судије: Роберт Лотермозер (Немачка), Адемир Зураповић (Босна и Херцеговина), Сефи Шемеш (Израел) |  |
| 9. септембар 14:30 | Извештај | Четвртине: 23-22, 12-14, 12-21, 30-29                                |         |                                    | Дворана Бонифика, Копар Гледаоци: 2.300 Судије: Роберт Лотермозер (Немачка), Адемир Зураповић (Босна и Херцеговина), Сефи Шемеш (Израел) |  |
| 9. септембар 14:30 | Извештај | Поени: Зисис 19 Скокови: Маврокефалидис 7 Асистенције: 3 играча по 3 |         | Копонен 29 Коти 6 Копонен, Салин 3 | Дворана Бонифика, Копар Гледаоци: 2.300 Судије: Роберт Лотермозер (Немачка), Адемир Зураповић (Босна и Херцеговина), Сефи Шемеш (Израел) |  |

### Италија — Шведска
| 9. септембар 17:45 | Извештај | Италија                                                     | 82 : 79 | Шведска                       | Дворана Бонифика, Копар Гледаоци: 1.960 Судије: Маријус Чулин (Румунија), Игор Драгојевић (Црна Гора), Сергиј Зашчук (Украјина) |  |
| 9. септембар 17:45 | Извештај | Четвртине: 27-20, 16-28, 20-15, 19-16                       |         |                               | Дворана Бонифика, Копар Гледаоци: 1.960 Судије: Маријус Чулин (Румунија), Игор Драгојевић (Црна Гора), Сергиј Зашчук (Украјина) |  |
| 9. септембар 17:45 | Извештај | Поени: Ђентиле 19 Скокови: Арадори 7 Асистенције: Ђентиле 5 |         | Тејлор 28 Јеребко 8 Масамба 5 | Дворана Бонифика, Копар Гледаоци: 1.960 Судије: Маријус Чулин (Румунија), Игор Драгојевић (Црна Гора), Сергиј Зашчук (Украјина) |  |

### Турска — Русија
| 9. септембар 21:00 | Извештај | Турска                                                                  | 77 : 89 | Русија                          | Дворана Бонифика, Копар Гледаоци: 2.110 Судије: Илија Белошевић (Србија), Рено Желе (Белгија), Јурис Кокаинис (Летонија) |  |
| 9. септембар 21:00 | Извештај | Четвртине: 17-16, 23-23, 17-19, 20-31                                   |         |                                 | Дворана Бонифика, Копар Гледаоци: 2.110 Судије: Илија Белошевић (Србија), Рено Желе (Белгија), Јурис Кокаинис (Летонија) |  |
| 9. септембар 21:00 | Извештај | Поени: Саваш 18 Скокови: Гонлум, Иљасова 6 Асистенције: Арслан, Гулер 3 |         | Карашов 25 4 играча по 5 Швед 9 | Дворана Бонифика, Копар Гледаоци: 2.110 Судије: Илија Белошевић (Србија), Рено Желе (Белгија), Јурис Кокаинис (Летонија) |  |